# Park Narodowy Cambagaraw uul
Park Narodowy Cambagaraw uul (mong. Цамбагарав уул байгалийн цогцолборт газар; Cambagaraw uul bajgalijn cogcolbort gadzar) – park narodowy w zachodniej Mongolii, w ajmaku bajanolgijskim. Powstał w 2000 roku i zajmuje powierzchnię 110 960 ha. Został założony w celu ochrony pantery śnieżnej, argali ałtajskich i miejscowych lodowców górskich oraz monitorowania rozwoju turystyki i alpinizmu na tym obszarze. Nazwa parku pochodzi od szczytu Cambagaraw uul.